# ویکی‌پدیای گیلکی
ویکی‌پدیای گیلکی 
(به گیلکی: گيلکي ويکيپدياٰ) نسخهٔ گیلکی وبگاه ویکی‌پدیا است.  ویکی‌پدیای گیلکی، در ۱۹ اوت ۲۰۱۱، با بیش از ۵٬۹۵۰ مقاله، در ردهٔ صدوبیست‌وششم ویکی‌پدیاها قرار داشت؛ اما در ۳۱ اکتبر ۲۰۱۵، با ۵٬۸۰۷ مقاله، صدوچهل‌ونهم بود. در فوریهٔ ۲۰۱۶، تعداد مقاله‌های ویکی‌پدیای گیلکی از مرز ۶٬۰۰۰ گذشت و در ۲۸ مهٔ ۲۰۱۶ در ردهٔ صدوپنجاهم قرار گرفت.در ۱۹ اوت سال ۲۰۲۰، تعداد مقاله‌های ویکی‌پدیای گیلکی به ۶,۰۲۵ رسید.
ویکی‌پدیای گیلکی، هم‌اکنون ۲۵ مارس ۲۰۲۵ میلادی، ۱۷٬۱۵۱ کاربرِ ثبت‌نام‌کرده، ۲ مدیر، و ۴۸٬۱۳۷ مقاله دارد.